# Velikossília
Velikossília (en (ucraïnès): Великосілля) és un poble de la República Autònoma de Crimea a Ucraïna, que el 2014 tenia 346 habitants. Pertany al districte de Nijnegorski.